# Albione

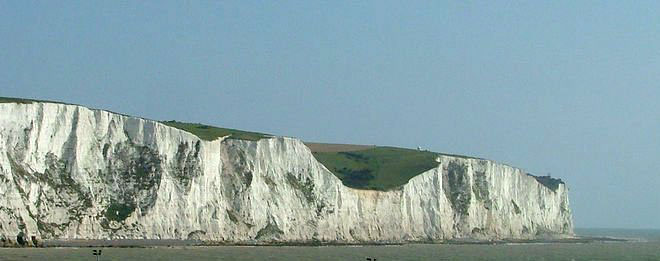
Le bianche scogliere di Dover, tra le possibili origini del nome Albione.

Albione è l'antico nome della Gran Bretagna. Oggi viene usato poeticamente e talvolta ironicamente  per riferirsi a tutto il Regno Unito o solo all'Inghilterra. È anche la base del nome gaelico della Scozia, Alba.

## Etimologia
Il toponimo in inglese deriva dalla parola greca Ἀλβίων, latinizzata in Albiōn (genitivo Albionis).
Il termine latino Al-biōn (medio irlandese Albbu, protoceltico *Alb-i̯en-), insieme ad altri toponimi europei e mediterranei (come Alpi e Albania), ha una possibile etimologia dal protoindoeuropeo *al-bo (bianco).

## Attestazioni nella letteratura
L'antico e anonimo scrittore del VI secolo a.C., il cui periplo delle isole britanniche fu tradotto nel IV secolo d.C. da Postumio Rufio Festo Avienio (vedi Periplo massaliota) non usa il nome di Britannia, ma parla dell'«Isola degli Ierni e degli Albioni».
Allo stesso modo Pitea di Marsiglia (circa 320 a.C.) parla di «Albioni e Ierni». Tuttavia, la sua definizione di arcipelago britannico non è chiara e sembra includere qualunque isola occidentale, compresa Thule. Tuttavia, nel I secolo d.C. questo nome si riferiva ormai inequivocabilmente all'odierna Gran Bretagna.
Il testo pseudoaristotelico noto come De Mundo (393b) afferma che «Albioni e Ierni raggiunsero le due isole più ampie, dette britanniche». Plinio il Vecchio nel suo Naturalis historia, però, usa il termine «Alba» per riferirsi proprio a tutta l'isola britannica.
L'etimo è forse anche da riconoscere nel termine bloie Bretagne (o bloe Bretaigne), rinvenibile in Francese antico come sinonimo di Inghilterra (per esempio nella Estoire del Saint Graal). Il termine, che in generale significa blu, è in questa costruzione sinonimo di bianco.

## L'uso nel corso dei secoli

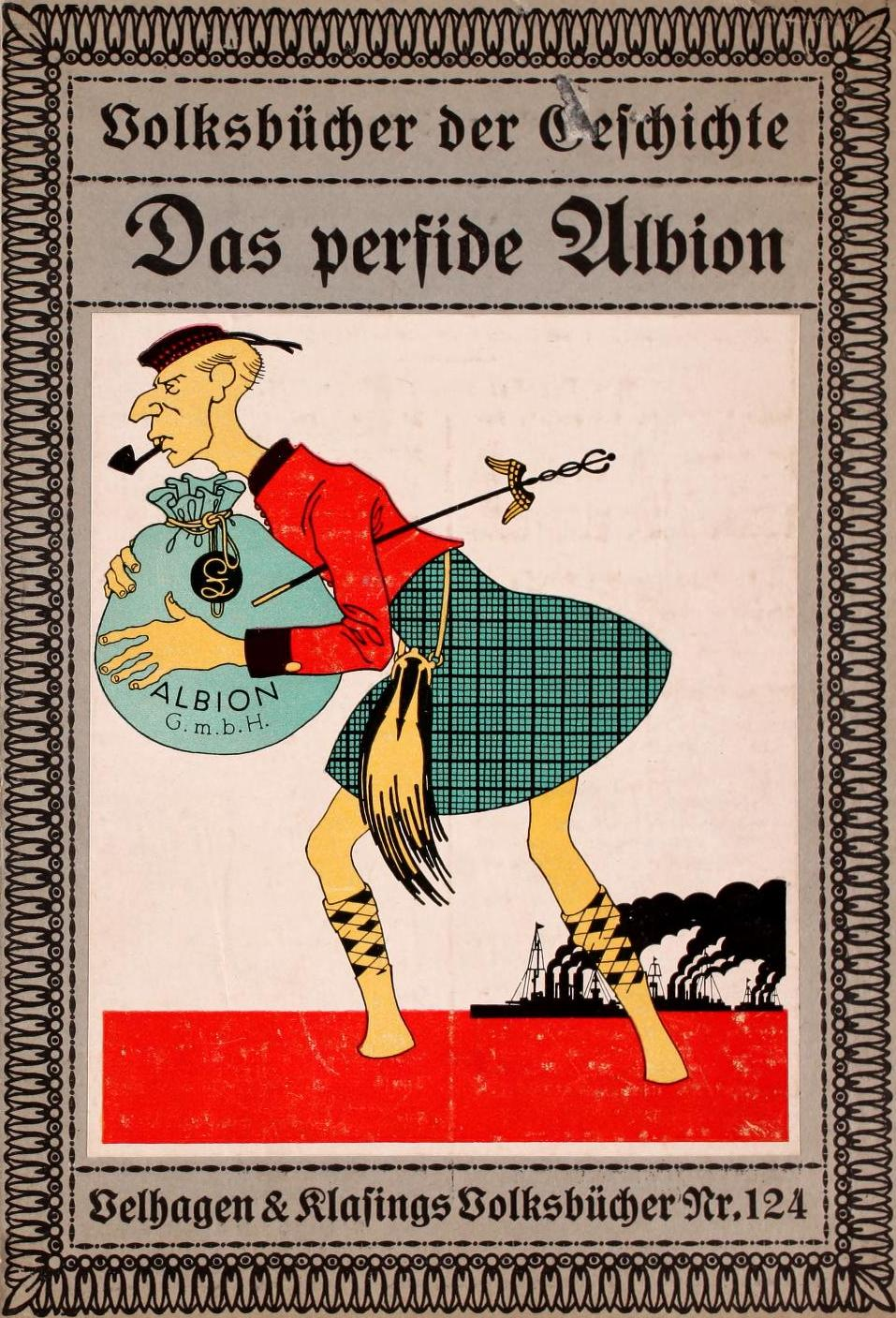
Das perfide Albion, manifesto tedesco anti-britannico durante la prima guerra mondiale.

Un'allusione letteraria frequente è la locuzione «perfida Albione», che si riferisce, in modo particolare, alla spregiudicata politica estera dell'Inghilterra. Questa espressione sembra risalire a un sermone del teologo francese Jacques Bénigne Bossuet, oppure al marchese Agostino di Ximenes, un francese di origine spagnola, autore alla fine del Settecento di un verso che diceva «attacchiamo la perfida Albione nelle sue acque». L'espressione in francese è attestata in una poesia pubblicata nel 1793.
L'espressione venne largamente utilizzata nel corso dei secoli XVII, XVIII e XIX in Francia per descrivere la storica rivale, l'Inghilterra, in particolar modo durante le guerre del Settecento (es. Guerra dei sette anni o le Guerre napoleoniche) o nella crescente rivalità coloniale dell'Ottocento. Sul principio del Novecento Francia e Regno Unito appianarono molte divergenze perché la crescente potenza della Germania minacciava sia l'integrità militare e territoriale della prima sia la supremazia coloniale e navale della seconda. Il termine «perfida Albione» cadde così in disuso in Francia e attualmente sopravvive solo in contesti ironici.
Il «testimone» venne passato all'Italia del periodo fascista. L'espressione fu infatti usata spesso da Mussolini in chiave anti-britannica. Dal punto di vista del fascismo, infatti, l'Italia era un paese che aveva "diritto" al suo «posto al sole» nell'ordine delle potenze mondiali e coloniali, ma il Regno Unito attuava una politica che soffocava l'espansione italiana, accaparrandosi i possedimenti coloniali e attuando sanzioni, come all'epoca della guerra d'Etiopia che aveva avviato la creazione dell'Africa Orientale Italiana. Secondo quanto riportano Giovanni Fasanella e Mario José Cereghino, Mussolini conosceva bene i metodi usati dagli inglesi per condizionare e manovrare le politiche delle altre nazioni, essendo stato egli stesso, come sarebbe emerso dai documenti desecretati dell'archivio di Samuel Hoare, una consapevole pedina nelle loro mani.
Nel disegno politico fascista l'Italia doveva avere un ruolo di primo piano nella politica internazionale e di egemonia del Mar Mediterraneo, riportando nella penisola addirittura i fasti dell'Impero Romano: la Gran Bretagna, con il controllo su Gibilterra, Malta, Cipro, la Palestina, il protettorato sull'Egitto e sul recente Canale di Suez (addirittura con le pretese sull'ormai immersa Isola Ferdinandea), era così vista come l'ostacolo naturale agli obiettivi del regime.
Nel romanzo la coscienza di Zeno di Italo Svevo, pubblicato nel 1923, il protagonista utilizza l'espressione perfida Albione per manifestare il suo odio per l'Inghilterra.
Nel celebre film Il secondo tragico Fantozzi, interpretato da Paolo Villaggio, poco prima del calcio d'inizio di Italia-Inghilterra il protagonista esclama, rivolgendosi al collega ragionier Filini che lo ascolta dall'altro capo del telefono, «le do la perfida Albione 10 caffè contro uno!».
Nel film del 2013, Il Cacciatore di Giganti, diretto da Bryan Singer la mitica terra di Albione viene menzionata del racconto sui giganti come la terra su cui queste creature camminavano.